# Platypalpus morgei
Platypalpus morgei är en tvåvingeart som beskrevs av Chvala 1981. Platypalpus morgei ingår i släktet Platypalpus och familjen puckeldansflugor.
Artens utbredningsområde är Spanien. Inga underarter finns listade i Catalogue of Life.